# Carlos da Graça
Carlos Alberto Monteiro Dias da Graça, né le 22 décembre 1931 à Sao Tomé-et-Principe et mort le 17 avril 2013 à Lisbonne, est un médecin et un homme politique santoméen.

## Biographie
Médecin personnel du président du Gabon Omar Bongo, il est l'un des membres fondateurs du Mouvement pour la libération de Sao Tomé-et-Principe (MLSTP) en 1972. 
Après l'indépendance, il entre au gouvernement comme ministre de la Santé et des Affaires sociales. En désaccord avec l'orientation socialiste du gouvernement, il démissionne en 1977 et s'exile au Gabon. En 1979, il est condamné par contumace à 24 ans de travail forcé.
En 1983, il est président du Front de résistance national de Sao Tomé-et-Principe (en), dont il démissionne à la mi-1986, lorsqu'il félicite le gouvernement pour sa politique économique. Il retourne alors à Sao Tomé-et-Principe, et est nommé ministre des Affaires étrangères en janvier 1988. Il occupe ce poste pendant deux ans, avant d'être nommé en octobre 1990 secrétaire général du Mouvement pour la libération de Sao Tomé-et-Principe, rebaptisé MLSTP-Parti social-démocrate. Il est Premier ministre du 25 octobre 1994 au 15 août 1995, puis du 22 août 1995 au 31 décembre 1995, son mandat étant interrompu par un bref coup d'État militaire. En 1996, il se présente à l'élection présidentielle en tant qu'indépendant, mais est vaincu.